# Phlyctimantis verrucosus
Phlyctimantis verrucosus és una espècie de granota de la família dels hiperòlids que viu a la República Democràtica del Congo, Ruanda, Uganda i, possiblement també, a Tanzània.
Està amenaçada d'extinció per la pèrdua del seu hàbitat natural.